# 주교후

1789년 신성로마제국의 주교후국들.

주교후(독일어: Fürstbischof 퓌르스트비쇼프[*])는 중세 유럽의 작위로서, 천주교 주교이면서 동시에 세속 영지를 소유하고 그 영지에 대한 주권을 가진 자이다. 주교후의 영지를 주교후국(독일어: Fürstbistümer)이라 했으며, 주교가 대주교일 경우에는 대주교후(독일어: Fürsterzbischof)라고 했다. 주교후는 대개 선거군주로 간주된다.
유사한 개념의 작위로 수도원장후(Fürstabt), 사제장후(Fürstpropst)가 있다.

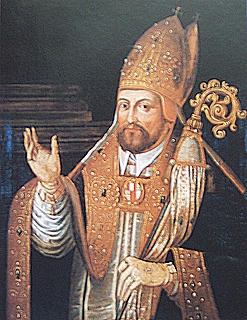
1591년에서 1598년 사이 아우크스부르크 주교후를 지낸 요한 오토 폰 게밍겐.

서유럽에서는 4세기부터 로마 제국이 그 국력이 쇠하면서 야만족의 침공에 직면하게 되었고, 때때로 각 도시의 기독교 주교들이 로마군 사령관의 직위를 겸하면서 군대를 지휘하기도 했다. 이후 중세 내내 주교후들과 도시민(부르주아)들 사이의 관계는 언제나 변함없이 나빴다. 도시들은 황제, 또는 왕, 또는 주교후에게 자신들의 세속 영토로서의 독립성을 보장해 주기를 요구했고 이에 따라 시민들과 주교들 사이에는 알력이 발생했다. 쾰른, 마인츠, 트리어의 3개 교구의 대주교후들은 신성로마제국의 선제후를 겸할 정도로 영향력이 컸다.
한편 동유럽에서는 모든 주교들이 각 교구의 세속적 행정권을 맡았으나, 이것은 전제권력을 아직 유지하고 있던 비잔티움 제국의 황제가 동방 기독교를 제국에 종속시키는 황제교황주의의 일환으로서 행한 것이었고 콘스탄티노폴리스 총대주교의 권력은 비잔티움 황제의 종교 자문역에 지나지 않았다.

## 같이 보기
- 수도원장후